# Juan Castellar y de Borja
Juan Castellar y de Borja, conosciuto anche come Castelar o Castellà e talvolta italianizzato come Giovanni Castellar (Valencia, 1441 – Valencia, 1º gennaio 1505), è stato un cardinale e arcivescovo cattolico spagnolo.

## Biografia
Nacque a Valencia nel dicembre 1441 da Galcerán de Castellar, signore di Picassent e Bernardona Borgia. La sua famiglia fu per questo legata a quella dei Borgia. Era il cugino di Juan Borgia, anch'egli cardinale.

### Carriera ecclesiastica
Nulla si sa riguardo alla sua ordinazione sacerdotale tantomeno parte di ciò che è seguito ad essa. All'inizio della carriera ecclesiale divenne canonico del capitolo della cattedrale di Siviglia ed a seguire della cattedrale di Napoli, della cattedrale di Santa María de Toledo e della cattedrale di Burgos. Trasferitosi a Roma divenne protonotario apostolico. Il 23 agosto 1493 fu designato arcivescovo dell'arcidiocesi di Trani, da papa Alessandro VI, il quale successivamente lo nominò governatore di Perugia. Il 17 febbraio 1502 fu uno dei sei cardinali che accompagnarono il papa durante il suo viaggio apostolico nella città di Piombino. Il 31 maggio 1503, durante il concistoro, fu creato dallo stesso papa, cardinale presbitero, ricevendo il 12 giugno dello stesso anno il titolo cardinalizio di Santa Maria in Trastevere. Il 9 agosto fu nominato arcivescovo dell'arcidiocesi di Monreale, ricoprendo la carica fino alla morte. 
Partecipò al conclave del settembre 1503 (eletto Pio III) ed al conclave dell'ottobre dello stesso anno (eletto Giulio II).

### Malattia e morte
Il 7 luglio 1504 lasciò Roma per tornare in Spagna, a Valencia e fare visita al re Ferdinando II di Aragona. Dopo alcuni mesi le sue condizioni di salute peggiorarono. Morì il 1º gennaio 1505 per una malattia al rene. 
È sepolto nel convento dell'Ordine di Sant'Agostino di Valencia.